# Emil Hellman
Emil Hellman, född 20 april 2001 i Helsingborg, är en svensk fotbollsspelare som spelar för danska Næstved BK.

## Karriär
I maj 2022 lånades Hellman ut av Helsingborgs IF till Ängelholms FF på ett låneavtal över resten av säsongen. I februari 2024 skrev han på för Næstved BK i danska andraligan.